# Espérance Hippolyte Lassagne
Patient Espérance Lassagne, né vers 1786 et mort le 14 juillet 1854 à Paris, est un chansonnier et auteur dramatique du XIXe siècle.

## Biographie
Sous-chef de bureau au Palais-Royal (1823) dans l'administration du duc d'Orléans à Paris, il a sous ses ordres Alexandre Dumas alors engagé comme copiste, qu'il introduit dans la vie littéraire. Il rédige avec lui la pièce La Noce et l'Enterrement qui sera représentée au Théâtre de la Porte-Saint-Martin en 1826.
Ses pièces ont été représentées sur les plus grandes scènes parisiennes du XIXe siècle : Théâtre du Vaudeville, Théâtre de l'Odéon, Théâtre des Variétés etc.

## Œuvres
- La Pièce de circonstance, ou le Théâtre dans la caserne, à-propos-vaudeville, 1824
- La Rue du Carrousel, ou le Musée en boutique, vaudeville en 1 acte, avec Théodore Anne, 1824
- Dansera-t-on ? ou les Deux adjoints, à-propos vaudeville en 1 acte, avec Paul Ledoux, 1825
- Les Singes, ou la Parade dans le salon, vaudeville en 1 acte, avec Rochefort et Brisset, 1825
- La pêche de Vulcain, ou L'île des fleuves, à-propos mêlé de vaudeville, avec Mathurin-Joseph Brisset et Edmond Rochefort, 1826
- Le Prologue impromptu, ou les Acteurs en retard, à propos en 1 acte et en vaudevilles, avec Marc-Antoine Désaugiers, 1826
- La Noce et l'Enterrement, pièce, avec Alexandre Dumas et Gustave Vulpian, 1826
- Le Farceur de société, ou les Suites d'une parade, pièce en 2 actes, mêlée de couplets, avec Rochefort, 1828
- Les Omnibus, ou la Revue en voiture, vaudeville en 4 tableaux, avec Frédéric de Courcy et Charles Dupeuty, 1828
- Le Restaurant, ou le Quart d'heure de Rabelais, tableau-vaudeville en 1 acte, avec de Courcy, 1828
- Le Retour du guernadier, chanson, non datée